# جريمة قتل تامي أليكساندر
(تامي جو أليكساندر - Tammy Jo Alexander) و المعروفة مسبقًا بجين دو – مصطلح يستخدم لتسمية الأشخاص غير معروفي الهوية – مقاطعة كاليدونيا، كانت ضحية لجريمة قتل. وُجدت في كاليدونيا في مقاطعة ليفينغستون في نيويورك في العاشر من نوفمبر عام 1979. تم إطلاق النار عليها مرتين في وقت ما خلال الليلة السابقة وتُركت في حقل قبالة الطريق رقم 20 بالقرب من نهر جينيسي على الطرف الشرقي من المدينة، وتم اكتشاف جثتها في اليوم التالي. على الرغم من أن هويتها ظلت غير معروفة حتى عام 2015 أي بعد 35 عامًا من الحادثة.
الاسمرار الناتج عن الشمس على الجزء العلوي من جسدها قاد التحقيقات للاعتقاد بأنها أتت إلى كاليدونيا من مكان بعيد أكثر دفئًا، على الرغم من أن المطر الغزير في تلك الليلة قد محى معظم الأدلة، فإن الطب الشرعي لعلم دراسة الطلع  أو التحليل لحبوب اللقاح على ملابسها أوحى بأنها قضت وقتًا قبل وفاتها في كاليفورنيا الجنوبية في أريزونا في فلوريدا أو في شمال المكسيك . وفي وقت لاحق سيقود تحليل النظائر في عظامها إلى مزيد من الدعم لهذا الدليل الجغرافي.
خلال السنين التي بقت فيها هوية الجثة غير معروفة حظت القضية بدعاية جيدة بواسطة مكتب مأمور مقاطعة ليفنغستون، مما أدى إلى استمرار التحقيقات ومعالجة الآلاف من الأدلة و المعلومات من العامّة. جعل (جون يورك - John York) – واحد من أوائل المفوضين اللذين حضروا إلى مسرح الجريمة الأصلي – هذه القضية من أولوياته خلال فترة الربع قرن التي قضاها كمأمور شرطة. اعترف القاتل المتسلسل (هنري لي لوكاس -  Henry Lee Lucas) في فترة ما بارتكابه للجريمة، لكن اعترافه لم يعتبر ذا مصداقية كالعديد من الجرائم البارزة الأخرى التي ادعى ى أنه مسؤول عنها. دفنت (تامي جو أليكساندر - Tammy Jo Alexander) كجثة غير معروفة في مقبرة في قرية صغيرة في الجزء العلوي من كاليدونيا تُدعى دانسفيل.
تم التعرّف أخيرا على تامي كنتيجة لمجهودات صديقة لها من المدرسة من بروكسفيل في فلوريدا عام 2010، و التي كانت غير قادرة على إيجادها عبر وسائل التواصل الاجتماعي أو عن طريق أي وسيلة تقليدية أخرى، وعندما ذهبت إلى عائلة تامي قالوا أنهم لم يروها أو يسمعوا منها منذ أواخر السبعينات – حيث أنها كانت كثيرًا ما تفر من المنزل –. و في عام 2014 ملأت العائلة تقريرا لشخص مقود مع مأمور مقاطعة هيرناندو، بعدها بفترة قصيرة رأى هذا التقريرعلى الأنترنت المحاسب العام المعتمد و الفنان الذي رسم إحدى رسومات وجه الفتاه الغير معروفة – وقتها – ولاحظ التشابهات بين الرسم و التقرير ثم تواصل مع مكتب مأمور مقاطعة ليفنغستون. في أوائل عام 2015 تم عمل تحليل حمض نووي مُتَقَدّري لجثة الضحية وتطابق مع إحدى أقاربها الأحياء. 